# 22-es busz (Debrecen, 1969–2009)
A debreceni 22-es jelzésű autóbusz 1969 és 2009 között a Segner tér és a Műanyaggyár között közlekedett. A vonalat a Hajdú Volán üzemeltette.

## Története
A járat 1969. január 19-én indult el a Bajcsy Zsilinszky utca - Kishegyesi út - Alföldi Téglagyár útvonalon. 1979. február 24-i menetrendváltozás eredménye képen a 22-es busz útvonala megváltozott. Ezentúl a Segner tér - Kishegyesi út - Határ út útvonalon közlekedett, illetve beindult a 22Y busz, mely a Határ útra való bekanyarodás előtt még elment a Műanyaggyárhoz. 1992. február 1-től a 22-est és a 22Y-t meghosszabbították, a Doberdó utca - Kartács utca - Békessy Béla utca - Mikszáth Kálmán utca - Thomas Mann utca - Nádor utca - Füredi út - Böszörményi út - Vendég utca/Csap utca - Kishegyesi út - Határ út útvonalon. A 22Y busz továbbra is betért a Műanyaggyárhoz. 1996. április 1-től a Határ útra a 17Y busz közlekedett, a 22-es busz pedig a Műanyaggyárhoz közlekedett. Ezzel egyidejűleg a 22Y busz megszűnt. 2006. szeptember 1-én a Segner tér - Kishegyesi út - Műanyaggyár útvonalra rövidült le. Innentől kezdve a járat már a 17-es járatcsaládhoz tartozott, ennek megfelelően 2009. július 1-től átnevezték 17A-ra.

## Útvonala
| Év        | Végállomások                                         | Útvonal |
| --------- | ---------------------------------------------------- | --- |
| 1969-1979 | Bajcsy Zsilinszky utca 3-5. sz. – Alföldi Téglagyár  | Bajcsy Zsilinszky utca/Hatvan utca – Kishegyesi út |
| 1979-1992 | Nyugati utca – (22Y: Műanyaggyár –) Határ úti iskola | Kishegyesi út – (Műanyaggyár) – Határ út |
| 1992-1996 | Doberdó utca – (22Y: Műanyaggyár –) Határ úti iskola | Kartács utca – Békessy Béla utca – Thomas Mann utca – Nádor utca – Füredi út – Böszörményi út – Vendég utca/Csap utca – Kishegyesi út – (Műanyaggyár) – Határ út |
| 1996-2006 | Doberdó utca – Műanyaggyár                           | Kartács utca – Békessy Béla utca – Thomas Mann utca – Nádor utca – Füredi út – Böszörményi út – Vendég utca/Csap utca – Kishegyesi út                            |
| 2006-2009 | Segner tér – Műanyaggyár                             | Kishegyesi út |